# 6468 Welzenbach
6468 Welzenbach è un asteroide della fascia principale. Scoperto nel 1981, presenta un'orbita caratterizzata da un semiasse maggiore pari a 2,6734436 UA e da un'eccentricità di 0,0757061, inclinata di 2,30102° rispetto all'eclittica.